# НБП — Журнал за криминалистику и право
NBP - Nauka, bezbednost, policija – Žurnal za kriminalistiku i pravo (NBP - Journal of Criminalistics and Law) je научни часопис који излази од 1996. године и објављује радове из области криминалистичких, правних, полицијских и безбедносних наука, информатике и форензике.

## О часопису
NBP – Žurnal za kriminalistiku i pravo је водећи часопис националног значаја, који објављује оригиналне научне радове, приказе и прилоге. Доступан је у режиму отвореног приступа и електронски се уређује од 2016. године.

### Историјат
Часопис је покренут 1996. године на тадашњој Полицијској академији у Београду под називом Наука‒Безбедност‒Полиција. Од 2017. године носи садашњи назив.

### Периодичност излажења
Од 1996. до 2004. године, часопис је излазио два пута годишње, а од 2004. године објављују се три броја годишње.

## Уредништво
Главни и одговорни уредник
- Проф. др Стево Јаћимовски, Криминалистичко-полицијски универзитет, Београд, Србија

### Редакција часописа
- Проф. др Оливер Лајић, Криминалистичко-полицијски универзитет, Београд, Србија
- Проф. др Џон Винтердик (John Winterdyk), Маунт Ројал Универзитет (Mount Royal University), Калгари, Канада
- Проф. др Горазд Мешко, Факултет безбедности, Универзитет у Марибору, Словенија
- Проф. др Горан Марковић, Правни факултет Универзитета у Источном Сарајеву, Република Српска, Босна и Херцеговина
- Проф. др Слободан Јовичић, редовни професор у пензији, Електротехнички факултет Универзитета у Београду
- Проф. др Сретен Југовић, Криминалистичко-полицијски универзитет, Београд, Србија
- Проф. др Ненад Коропановски, Криминалистичко-полицијски универзитет, Београд, Србија
- Проф. др Никола Милашиновић, Криминалистичко-полицијски универзитет, Београд, Србија
- Проф. др Петар Чисар, Криминалистичко-полицијски универзитет, Београд, Србија

### Савет часописа
- Проф. др Дане Субошић, Криминалистичко-полицијски универзитет, Београд, Србија
- Проф. др Горан Бошковић, Криминалистичко-полицијски универзитет, Београд, Србија
- Проф. др Милан Шкулић, Правни факултет Универзитета у Београду, Уставни суд Републике Србије
- Проф. др Ђорђе Ђорђевић, Криминалистичко-полицијски универзитет, Београд, Србија
- Проф. др Горан Вучковић, Криминалистичко-полицијски универзитет, Београд, Србија
- Проф. др Душан Јоксимовић, Криминалистичко-полицијски универзитет, Београд, Србија
- Проф. др Драгана Коларић, Криминалистичко-полицијски универзитет, Београд, Уставни суд Републике Србије
- Проф. др Владан Петров, Правни факултет Универзитета у Београду, Србија
- Проф. др Славица Вучинић, Војно-медицинска академија у Београду, Република Србија
- Проф. др Имре Рудаш (Imre Rudas), Обуда Универзитет (Óbudai Egyetem), Будимпешта, Мађарска
- Проф. др Слободан Симоновић, Универзитет Вестерн Онтарио (Western Ontario University), Канада
- Проф. др Ђурађ Будимир, Универзитет Вестминстер (University of Westminster), Лондон, Велика Британија
- Проф. др Донатела Виола (Donatella Viola), Универзитет у Калабрији (Universita della Calabria), Аркаваката, Италија
- Проф. др Луција Куриловска (Lucia Kurilovska), Полицијска академија (Academy of the Police Forces), Братислава, Словачка
- Проф. др Марек Фалдовски (Marek Faldowski), Полицијска академија (Police Academy), Шчитно, Пољска
- Проф. др Алексеј Владимирович Чижов, Институт за нуклеарна истраживања, Дубна, Руска Федерација
- Проф. др Мохиндер Синг Дахија (Mohinder Singh Dahiya), Универзитет форензичких наука у Гуџарату (Gujarat Forensic Sciences University), Гандинагар, Индија
- Проф. др Цао Шићуен (Cao Shiquan), Народни универзитет јавне безбедности Кине (People's Public Security University of China), Пекинг, Народна Република Кина
- Проф. др Андреј Анатолевич Кочин, Санктпетербуршки универзитет Министарства унутрашњих послова Руске Федерације
- Проф. др Анатолиј Леонидович Осипенко, Краснодарски универзитет Министарства унутрашњих послова Руске Федерације
- Проф. др Александар Викторович Симоненко, Краснодарски универзитет Министарства унутрашњих послова Руске Федерације

## Аутори прилога
Научни радници и стручњаци из области криминалистичких, правних, полицијских и безбедносних наука, информатике и форензике.

## Теме
- Криминалистика
- Право
- Полиција
- Безбедност
- Информатика
- Форензика

## Индексирање у базама података
- SCIndeks (Српски цитатни индекс)[3]
- Crossref
- ERIH PLUS (European Reference Index for the Humanities and the Social Sciences)[4]